# Vikoč
Vikoč je naseljeno mjesto u općini Foči, Republika Srpska, BiH. Nalazi se uz granicu s Crnom Gorom. Zapadno se ulijeva rječica Skakavac u rijeku Ćehotinu.
Godine 1952. pripojeno mu je naselje Dubrava (Sl.list NRBiH 11/52) i 1962. naselje Račići (Sl.list SRBiH 47/62).

## Stanovništvo
| Narod     | Popis 1961. | Popis 1971. | Popis 1981. | Popis 1991. |
| --------- | ----------- | ----------- | ----------- | ----------- |
| Hrvati    | 2           |             |             |             |
| Muslimani | 352         | 288         | 230         | 138         |
| Srbi      | 33          | 24          | 22          | 16          |
| ostali    | 6           | 1           |             |             |
| Ukupno    | 393         | 313         | 252         | 154         |